# Musta (ö i Finland, Egentliga Finland, lat 60,85, long 21,13)
Musta är en ö i Finland. Den ligger i Bottenhavet och i kommunen Nystad i landskapet Egentliga Finland, i den sydvästra delen av landet. Ön ligger omkring 76 kilometer nordväst om Åbo och omkring 220 kilometer väster om Helsingfors.
Öns area är 11,3 hektar och dess största längd är 0,5 kilometer i nord-sydlig riktning.